# Armateurs de France
 (août 2014).
Si vous disposez d'ouvrages ou d'articles de référence ou si vous connaissez des sites web de qualité traitant du thème abordé ici, merci de compléter l'article en donnant les références utiles à sa vérifiabilité et en les liant à la section « Notes et références ».
Armateurs de France regroupe l'ensemble des entreprises françaises de transport et de services maritimes (appelés « Armateurs »).
Créée en 1903, l'organisation professionnelle compte 54 membres actifs et sept membres associés. Son rôle est de représenter les entreprises maritimes françaises auprès des pouvoirs publics nationaux et communautaires (Gouvernement, Commission européenne, collectivités territoriales), de l'Organisation maritime internationale (OMI) et de l'Organisation internationale du travail (OIT). L’organisation est également chargée de négocier les conventions collectives et les accords sociaux de la branche (transport et service maritimes). Armateurs de France fournit enfin à ses adhérents conseils et informations. 
Les adhérents de l'organisation professionnelle constituent la marine marchande française.
Armateurs de France est membre fondateur de l'International Chamber of Shipping (en).

## Présentation des armateurs français
Les entreprises maritimes françaises exercent leur activité dans tous les secteurs :
- Transport de marchandises (vrac, pétrole,Conteneur…),
- Transport de passagers (Ferry, croisières),
- Océanographie, exploration et recherche sous-marine,
- Approvisionnement de matériaux marins (extraction de sable…)
- Pose de câbles sous-marins
- Services portuaires (pilotage, remorquage, dragage)
- Activités offshore (services aux plates-formes pétrolières et aux éoliennes en mer par exemple)
- Assistance et sauvetage (remorquage de haute mer, lutte contre les pollutions).

Cette grande diversité dans les métiers s'accompagne d'une grande diversité dans la taille des entreprises concernées, puisque la France compte certains des leaders mondiaux dans leurs secteurs (Bourbon pour l'offshore, CMA-CGM pour le transport de conteneurs, le groupe Louis-Dreyfus pour le transport de vrac) à côté de très nombreuses PME.  

## Communication

### Activité de lobbying

#### Auprès des institutions de l'Union européenne
Armateurs de France est inscrit depuis 2016 au registre de transparence des représentants d'intérêts auprès de la Commission européenne. Il déclare en 2016 pour cette activité des dépenses annuelles d'un montant compris entre 100 000 et 200 000 euros.

#### En France
Pour l'année 2017, Armateurs de France indique à la Haute Autorité pour la transparence de la vie publique exercer des activités de lobbying en France, mais n'a cependant pas déclaré, comme il était légalement tenu de le faire avant le 30 avril 2018, l'ensemble de ses activités et les montants engagés.  

## Liste des présidents d'Armateurs de France depuis 1903
Le président est un armateur élu par l'assemblée générale de l'organisation professionnelle pour un mandat de 2 ans.
- 1903-1909 :	André Lebon
- 1909-1910 :	Adolphe Bordes
- 1910-1918 :	Jules Charles-Roux
- 1918-1925 :	Denis Pérouse
- 1925-1928 :	John Dal Piaz
- 1928-1943 :	Georges Philippar
- 1945-1954 :	Louis Nicol
- 1954-1959 :	Yves Desprez
- 1959-1963 :	Francis Cyprien-Fabre
- 1963-1966 :	Robert Labbé
- 1966-1968 :	Francis Cyprien-Fabre
- 1968-1972 :	Jean Barnaud
- 1972-1976 :	Tristan Vieljeux
- 1976-1979 :	Pierre-Édouard Cangardel
- 1979-1980 :	Jean Barnaud
- 1980-1982 :	Dominique Boyer
- 1982-1984 :	Georges Thébaud
- 1984-1986 :	François Rozan
- 1986-1988 :	Philippe Poirier d'Ange d'Orsay
- 1988-1990 :	Claude Abraham
- 1990-1993 :	Gilles Bouthillier
- 1993-1995 :	Vincent Bolloré
- 1995-1998 :	Philippe Poirier d'Ange d'Orsay
- 1998-2000 :	Marc Chevalier
- 2000-2002 :	Alain Wils
- 2002-2004 :	Philippe Louis-Dreyfus
- 2004-2006 :	Patrick Decavèle
- 2006-2007 :	Yves Perrin
- 2007-2009 :	Eudes Riblier
- 2009-2012 :   Christian Garin
- 2012-2015 :   Raymond Vidil
- 2015-2017 :   Gildas Maire
- 2017-2020 :   Jean-Marc Roué
- 2020- 2023 :   Jean-Emmanuel Sauvée
- 2023-          : Edouard Louis-Dreyfus

## Liste des délégués généraux d'Armateurs de France depuis 1903
Le Délégué Général dirige les services permanents d'Armateurs de France et représente l'organisation professionnelle vis-à-vis des pouvoirs publics, des organisations internationales pertinentes et des tiers. Il prépare et met en œuvre les orientations et les décisions prises par le Comité exécutif d'Armateurs de France ou l'Assemblée Générale. Il est responsable du budget, des relations internationales, de la communication et des relations avec la presse. Il est enfin chargé du dialogue social de la branche et met en œuvre les conventions collectives dont Armateurs de France est signataire.
- 1964-1969 :  Antoine Veil
- 1969-1972 :  Alain Grill
- 1972-1977 :  Philippe Poirier d'Ange d'Orsay
- 1977-1983 :  Pierre de Demandolx-Dedon
- 1983-1987 :  Patrick Gautrat
- 1987-1993 :  Agnès de Fleurieu
- 1993-2004 :  Edouard Berlet
- 2004-2007 :  Anne Barthe
- 2007-2012 :  Anne-Sophie Ave
- 2012-2017 : Eric Banel

- 2017-2019 : Hervé Thomas
- 2019-2021 : Jean-Marc Lacave
- 2021-     : Jean-Philippe Casanova

## Liste des armateurs membres d'Armateurs de France
- Agence maritime de l'Ouest : Transport de vrac sec
- Alka Marine: services à l'éolien en mer
- Boluda France : Services portuaires
- Bourbon et BOURBON OFFSHORE SURF : Activités offshore
- Brittany Ferries : Transports de passagers
- CMA CGM : Transport de marchandises conteneurisées
- Comex SA : Océanographie et recherche sous-marine
- Compagnie Armoricaine de Navigation : Approvisionnement de matériaux marins
- Compagnie du Ponant : Transports de passagers
- Compagnie européenne de Transports de l'Atlantique : Approvisionnement de matériaux marins
- Compagnie maritime nantaise : Transport de matériel roulant et colis lourds
- Compagnie maritime Penn ar bed : Transports de passagers
- Compagnie méridionale de navigation : Transport de matériel roulant et colis lourds
- Conseil général de la Charente-Maritime : Approvisionnement de matériaux marins
- Corsica Ferries FRANCE SAS : Transports de passagers
- Corsica Linea : Transports de passagers
- DFDS Seaways : Transports de passagers
- DTM : transport et dragage de sable
- Esso SAF : transport de vrac liquide
- Fédération française des pilotes maritimes: Services portuaires
- Gazocean : Transport de vrac liquide (filiale à 80 % de GDF Suez)
- Genavir : Océanographie et recherche sous-marine
- Geogas Maritime : Transport de vrac liquide
- IX Survey : Océanographie et recherche sous-marine
- Jifmar Offshore Services : Activités offshore
- LD Bulk : Transport de vrac sec
- Les Abeilles : Assistance et sauvetage
- Louis Dreyfus Armateurs : Transport de vrac sec
- L'Express des Îles : Transports de passagers
- Marfret : Transport de marchandises conteneurisées
- Maritima SA : Transport de vrac liquide
- Orange Marine : Activités offshore
- Pilotes de Dunkerque : Services portuaires
- Pilotes de la Gironde : Services portuaires
- Pilotes de la Loire : Services portuaires
- Pilotes de la Seine : Services portuaires
- Pilotes des Ports de Marseille et du Golfe de Fos : Services portuaires
- Pilotes du Havre-Fécamp : Services portuaires
- Régie des Transports de Saint-Pierre-et-Miquelon : Transports de passagers
- Sabliers de l'Odet : Approvisionnement de matériaux marins
- Sea Tankers Shipping : Transport de vrac liquide
- Socatra : Transport de vrac liquide
- Société de Dragage International : Approvisionnement de matériaux marins
- Société nouvelle de Remorquage du Havre : Services portuaires
- Société Remorquage Maritime de Rouen : Services portuaires
- SOMECA : Transport de matériel roulant et colis lourds
- Société des Transports Fluvio-Maritimes de l'Ouest: Approvisionnement de matériaux marins
- TSM: Remorquage portuaire et travaux maritimes
- V.Ships France : Transport de vrac liquide